# Locris transversa
Locris transversa är en insektsart som först beskrevs av Carl Peter Thunberg 1822.  Locris transversa ingår i släktet Locris och familjen spottstritar. Inga underarter finns listade i Catalogue of Life.